# Winter-Asienspiele 2011/Eisschnelllauf
Bei den Winter-Asienspielen 2011 in Astana und Almaty (Kasachstan) wurden die Wettbewerbe im Eisschnelllauf zwischen dem 31. Januar und dem 6. Februar 2011 ausgetragen. Austragungsort war der Eispalast Alau in Astana.

## Männer

### 500 m
| Platz | Athlet              | Land | Zeit (s)              |
| ----- | ------------------- | ---- | --------------------- |
| 1     | Jōji Katō           | JPN  | 70,000 (35,02; 34,98) |
| 2     | Lee Kang-seok       | KOR  | 70,35 (35,29; 35,06)  |
| 3     | Keiichirō Nagashima | JPN  | 70,420 (35,15; 35,27) |
| 4     | Zhang Zhongqi       | CHN  | 70,760 (35,33; 35,43) |
| 5     | Mo Tae-bum          | KOR  | 70,970 (35,51; 35,46) |
| 6     | Wang Nan            | CHN  | 71,670 (36,06; 35,61) |

Datum: 1. Februar

### 1500 m
| Platz | Athlet            | Land | Zeit (min) |
| ----- | ----------------- | ---- | ---------- |
| 1     | Denis Kusin       | KAZ  | 1:47,37    |
| 2     | Mo Tae-bum        | KOR  | 1:47,71    |
| 3     | Lee Kyu-hyeok     | KOR  | 1:48,66    |
| 4     | Gao Xuefeng       | CHN  | 1:48,86    |
| 5     | Alexander Schigin | KAZ  | 1:49,09    |
| 6     | Sun Longjiang     | CHN  | 1:50,35    |

Datum: 4. Februar

### 5000 m
| Platz | Athlet          | Land | Zeit (min) |
| ----- | --------------- | ---- | ---------- |
| 1     | Lee Seung-hoon  | KOR  | 6:25,56    |
| 2     | Dmitri Babenko  | KAZ  | 6:28,40    |
| 3     | Hiroki Hirako   | JPN  | 6:33,66    |
| 4     | Artjom Belousov | KAZ  | 6:35,35    |
| 5     | Ko Byung-wook   | KOR  | 6:36,71    |
| 6     | Sun Longjiang   | CHN  | 6:41,70    |

Datum: 31. Januar

### 10.000 m
| Platz | Athlet          | Land | Zeit (min) |
| ----- | --------------- | ---- | ---------- |
| 1     | Lee Seung-hoon  | KOR  | 13:09,74   |
| 2     | Dmitri Babenko  | KAZ  | 13:30,27   |
| 3     | Hiroki Hirako   | JPN  | 13:34,97   |
| 4     | Ko Byung-wook   | KOR  | 13:39,42   |
| 5     | Artjom Belousov | KAZ  | 13:50,86   |
| 6     | Teppei Mori     | JPN  | 13:52,56   |

Datum: 5. Februar

### Massenstart
| Platz | Athlet            | Land | Zeit (min) |
| ----- | ----------------- | ---- | ---------- |
| 1     | Lee Seung-hoon    | KOR  | 20:18,09   |
| 2     | Hiroki Hirako     | JPN  | 20:21,45   |
| 3     | Dmitri Babenko    | KAZ  | 20:21,48   |
| 4     | Teppei Mori       | JPN  | 20:21,72   |
| 5     | Alexander Schigin | KAZ  | 20:21,83   |
| 6     | Song Xingyu       | CHN  | 20:22,07   |

Datum: 2. Februar

### Teamverfolgung
| Platz | Land                | Athleten                                         | Zeit (min) |
| ----- | ------------------- | ------------------------------------------------ | ---------- |
| 1     | Japan               | Hiroki Hirako Teppei Mori Shota Nakamura         | 3:49,18    |
| 2     | Südkorea            | Lee Kyu-hyeok Lee Seung-hoon Mo Tae-bum          | 3:49,21    |
| 3     | Kasachstan          | Dmitri Babenko Artyom Belousov Alexander Schigin | 3:49,56    |
| 4     | Volksrepublik China | Cheng Yue Gao Xuefeng Sun Longjiang              | 3:51,13    |

Datum: 6. Februar

## Frauen

### 500 m
| Platz | Athlet            | Land | Zeit (s)              |
| ----- | ----------------- | ---- | --------------------- |
| 1     | Yu Jing           | CHN  | 76,080 (37,85; 38,23) |
| 2     | Wang Beixing      | CHN  | 76,520 (38,30; 38,22) |
| 3     | Lee Sang-hwa      | KOR  | 76,570 (38,31; 38,26) |
| 4     | Maki Tsuji        | JPN  | 77,270 (38,77; 38,50) |
| 5     | Nao Kodaira       | JPN  | 77,720 (38,72; 39,00) |
| 6     | Jekaterina Aidowa | KAZ  | 77,780 (38,94; 38,84) |

Datum: 1. Februar

### 1500 m
| Platz | Athlet            | Land | Zeit (min) |
| ----- | ----------------- | ---- | ---------- |
| 1     | Wang Fei          | CHN  | 1:58,37    |
| 2     | Noh Seon-yeong    | KOR  | 1:59,27    |
| 3     | Nao Kodaira       | JPN  | 2:01,07    |
| 4     | Jekaterina Aidowa | KAZ  | 2:01,10    |
| 5     | Miho Takagi       | JPN  | 2:01,83    |
| 6     | Ji Jia            | CHN  | 2:01,85    |

Datum: 4. Februar

### 3000 m
| Platz | Athlet        | Land | Zeit (min) |
| ----- | ------------- | ---- | ---------- |
| 1     | Masako Hozumi | JPN  | 4:07,82    |
| 2     | Kim Bo-reum   | KOR  | 4:10,54    |
| 3     | Wang Fei      | CHN  | 4:10,77    |
| 4     | Eriko Ishino  | JPN  | 4:13,65    |
| 5     | Park Do-yeong | KOR  | 4:21,30    |
| 6     | Ji Jia        | CHN  | 4:21,32    |

Datum: 31. Januar

### 5000 m
| Platz | Athlet        | Land | Zeit (min) |
| ----- | ------------- | ---- | ---------- |
| 1     | Masako Hozumi | JPN  | 7:09,23    |
| 2     | Park Do-yeong | KOR  | 7:15,63    |
| 3     | Eriko Ishino  | JPN  | 7:16,64    |
| 4     | Kim Bo-reum   | KOR  | 7:22,92    |
| 5     | Chang Chao    | CHN  | 7:30,35    |
| 6     | Wang Jianlu   | CHN  | 8:02,61    |

Datum: 5. Februar

### Massenstart
| Platz | Athlet         | Land | Zeit (min) |
| ----- | -------------- | ---- | ---------- |
| 1     | Noh Seon-yeong | KOR  | 18:07,05   |
| 2     | Masako Hozumi  | JPN  | 18:07,35   |
| 3     | Lee Ju-yeon    | KOR  | 18:07,37   |
| 4     | Park Do-yeong  | KOR  | 18:07,39   |
| 5     | Shiho Ishizawa | JPN  | 18:07,99   |
| 6     | Fu Chunyan     | CHN  | 18:08,09   |

Datum: 2. Februar

### Teamverfolgung
| Platz | Land                | Athleten                                       | Zeit (min) |
| ----- | ------------------- | ---------------------------------------------- | ---------- |
| 1     | Südkorea            | Lee Ju-yeon Noh Seon-yeong Park Do-yeong       | 3:04,35    |
| 2     | Volksrepublik China | Fu Chunyan Ji Jia Wang Fei                     | 3:05,93    |
| 3     | Japan               | Eriko Ishino Shiho Ishizawa Miho Takagi        | 3:07,84    |
| 4     | Kasachstan          | Jekaterina Aidowa Tatyana Sokirko Olga Zhigina | 3:17,62    |

Datum: 6. Februar